# Brahmina pusilla
Brahmina pusilla är en skalbaggsart som beskrevs av Gilbert John Arrow 1921. Brahmina pusilla ingår i släktet Brahmina och familjen Melolonthidae. Inga underarter finns listade.